# Fejmån (naturreservat)
Fejmån är ett naturreservat i Malung-Sälens kommun i Dalarnas län.
Området är naturskyddat sedan 2011 och är 91 hektar stort. Reservatet består av talldominerad naturskog och längs ån grandominerad skog med lövinslag.